# Wasserwerk am Hochablass

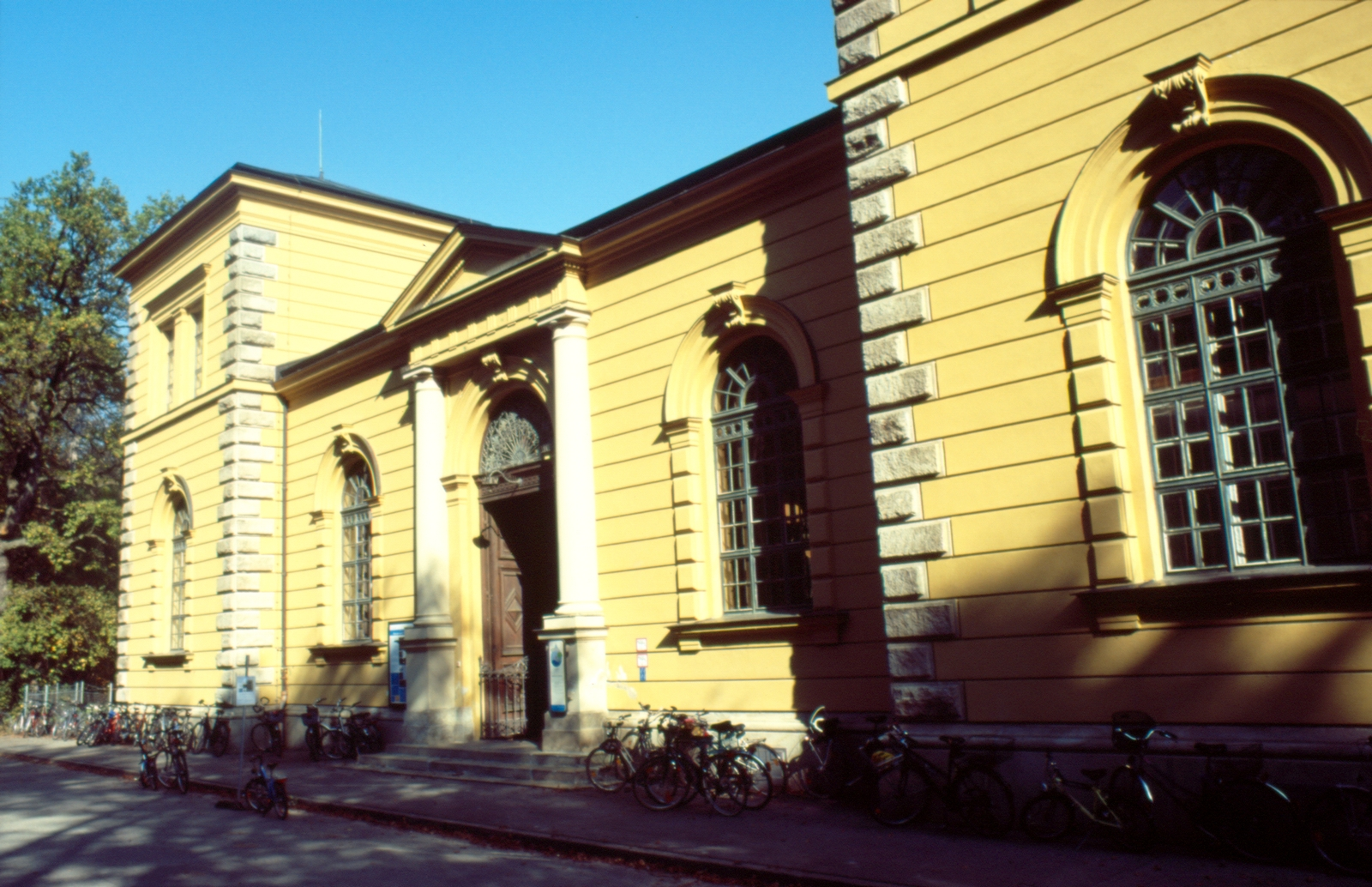
Außenfassade mit Eingang zur Maschinenhalle

Das Wasserwerk am Hochablass, auch Trinkwasserwerk am Neubach genannt, ist das erste in Augsburg erbaute Wasserwerk zur Förderung und Aufbereitung von Trinkwasser. Es bildete damals den Grundstein für eine moderne, hygienische zentrale Trinkwasserversorgung im Augsburger Stadtgebiet. Nach der Stilllegung im Jahre 2007 dient es den Augsburger Stadtwerken als Wasserkraftwerk zur Stromerzeugung, Technikmuseum und Informationszentrale zur Augsburger Trinkwasserversorgung.
Das Wasserwerk am Hochablass wurde als Teil des „Augsburger Wassermanagement-Systems“ am 6. Juli 2019 in die Welterbeliste der UNESCO aufgenommen.

## Geschichte

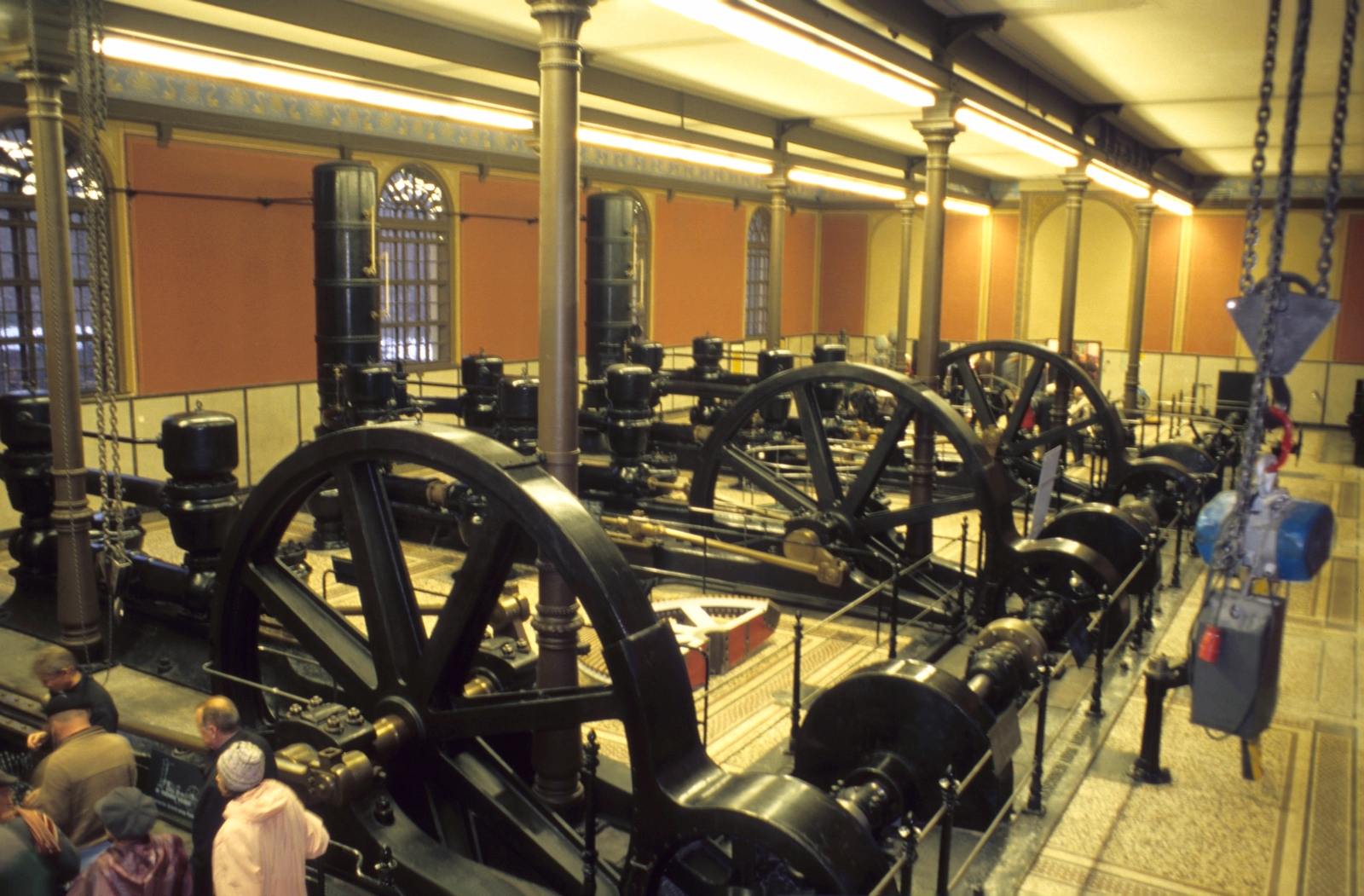
Blick in die Maschinenhalle mit ihren drei historischen Doppelkolbenpumpen

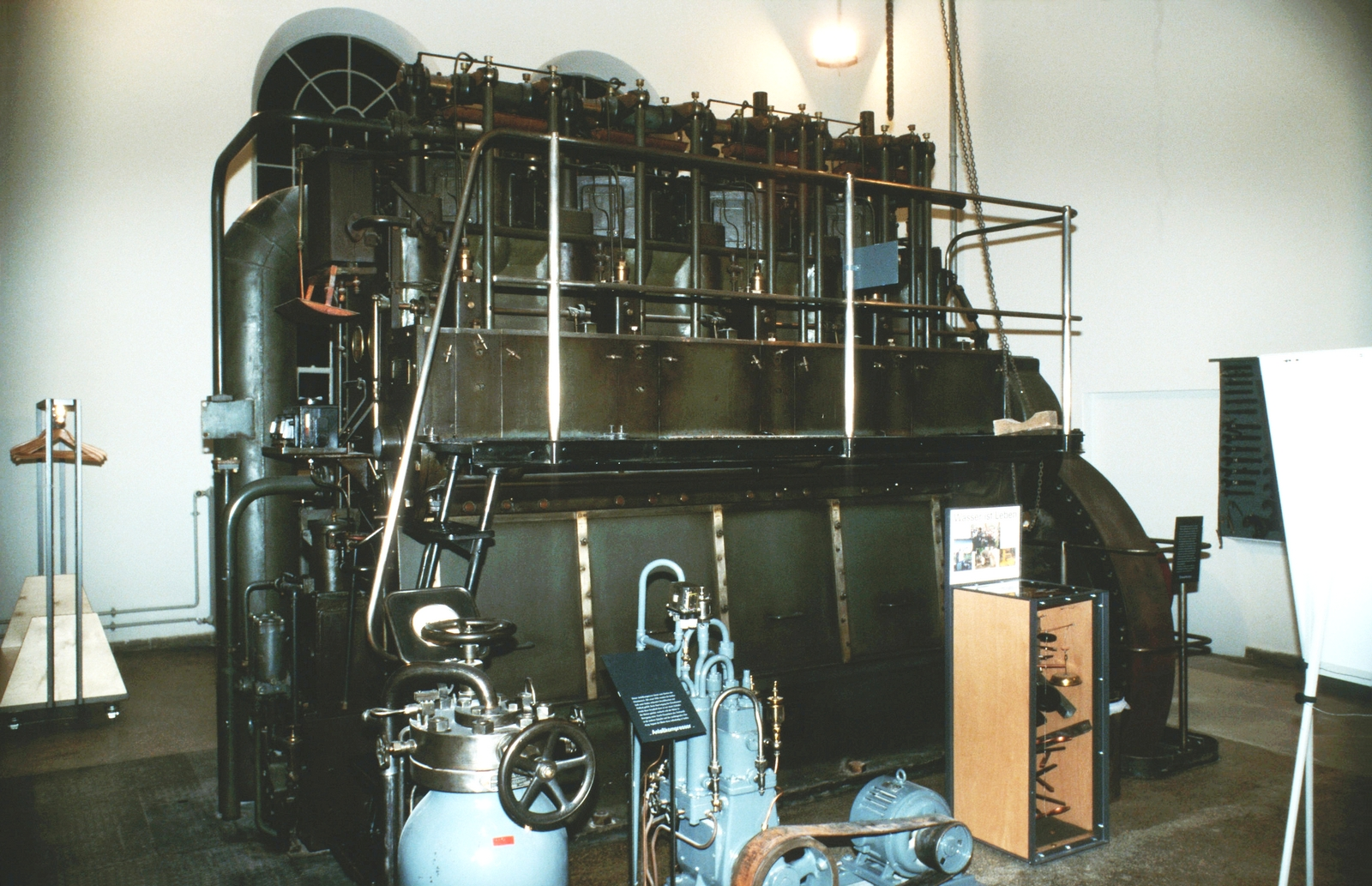
Das 1935 aufgestellte MAN-Dieselnotaggregat

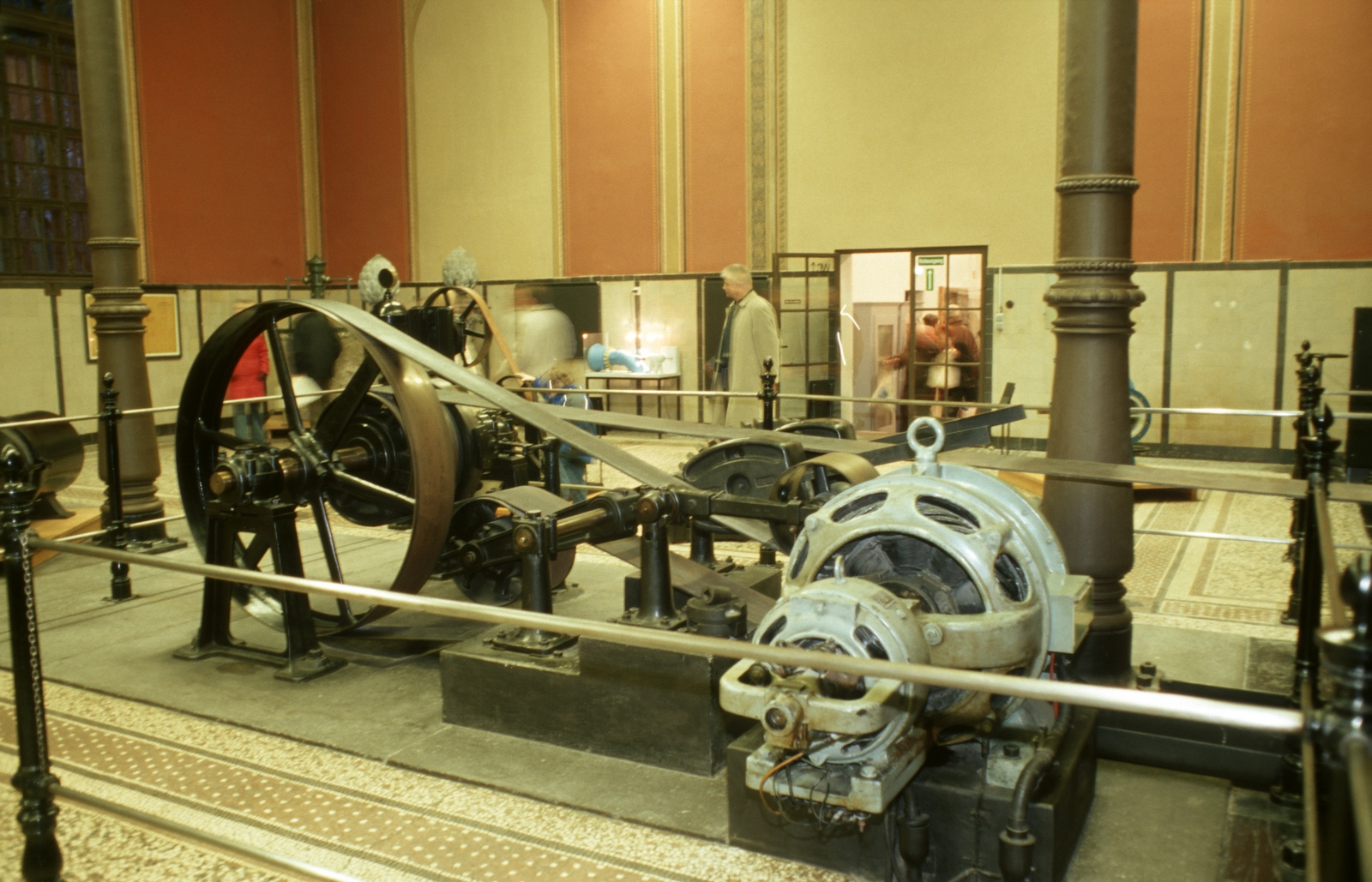
Der 1911 installierte Generator zur Stromerzeugung

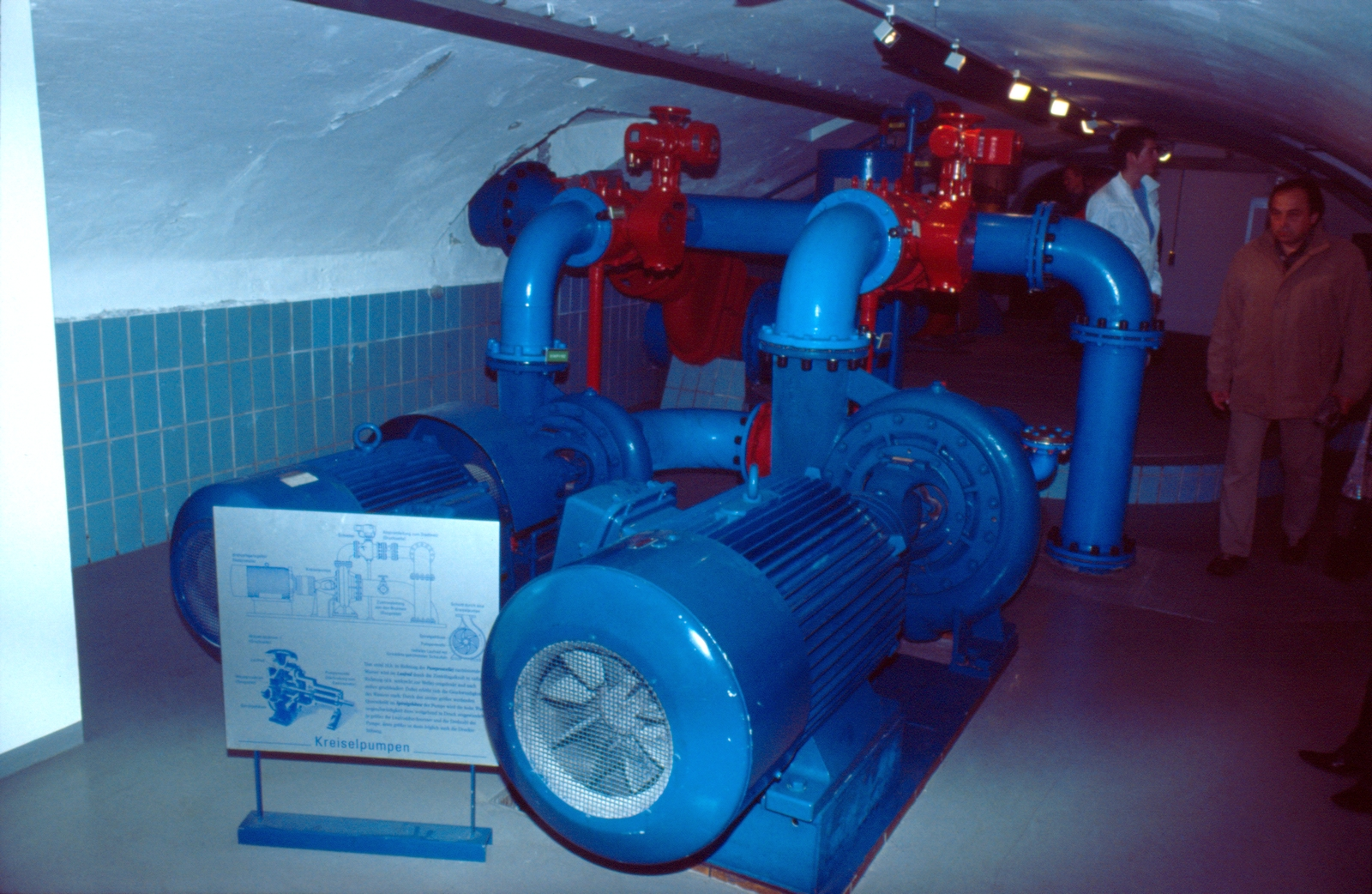
Elektrische Kreiselpumpen zur Trinkwasserförderung

In seiner Funktion löste das Wasserwerk am Hochablass das Wasserwerk am Roten Tor ab. Vor 1871 versorgten sich die meisten Haushalte durch öffentliche Brunnen mit Trinkwasser, nur wenige Haushalte waren an das städtische Rohrnetz angeschlossen, welches jedoch ebenfalls durch Brunnen im bebauten Stadtgebiet gespeist wurde.
Die schlechte Trinkwasserqualität und Cholera-Epidemien lenkten die Aufmerksamkeit auf die stadtnahen Waldgebiete zur Gewinnung von sauberem Trinkwasser. 1876 entschied sich der Magistrat für den Bau eines Wasserwerks am Hochablasswehr und zum Bau von Sammelbrunnen im benachbarten Siebentischwald. Die Nähe zum Lech und zum Hochablasswehr wurde gewählt, um die zur Förderung benötigten Pumpen mittels Wasserkraft antreiben zu können. Im selben Jahr wurde mit dem Bau der Anlage begonnen, zeitgleich wurde das Rohrnetz im Stadtgebiet erneuert und für eine flächendeckende Wasserversorgung ausgebaut. Verantwortlicher Baumeister war der städtische Oberingenieur David Endres (1835–1908). Im Frühjahr 1878 waren die Bauarbeiten für den Triebwasser-Kanal, den sogenannten Neubach, beendet. Das Gebäude über dem Neubach konnte nun errichtet werden. Erbaut im spätklassizistischen Stil überspannt die Maschinenhalle jochartig den Neubach, zwei Türme schmücken die Westfassade, die technischen Einrichtungen lieferte die Maschinenfabrik Augsburg, der Vorgänger der heutigen MAN. Daneben entstanden Dienstwohnungen für das Schichtpersonal.
Am 1. Oktober wurde das Wasserwerk offiziell in Betrieb genommen. Drei Henschel-Jonval-Turbinen trieben drei Doppelkolbenpumpen über eine gemeinsame Welle, die sogenannte „Königswelle“, an. Die Kraftübertragung zwischen Turbinen, Königswelle und den Pumpen wurde mit hölzernen Zahnrädern realisiert. Insgesamt galt die technische Ausstattung des Wasserwerks zur damaligen Zeit als Sensation und erregte europaweites Aufsehen. Jede der drei installierten Pumpen war als Doppelkolbenpumpe mit kleinen Druckwindkesseln ausgelegt. Die Kolben arbeiteten gegenläufig, während der eine Kolben das Wasser in die Leitung drückte, saugte der andere Kolben bereits wieder frisches Wasser an. Dies verhinderte zusammen mit den kleinen Druckwindkesseln einen pulsierenden Leitungsdruck. Auf einen Hochbehälter konnte sogar ganz verzichtet werden. Das geförderte Trinkwasser wurde in vier große, 10 Meter hohe Druckwindkessel gepumpt, ehe es ins Rohrnetz eingespeist wurde. In ihnen wurde die Luft durch das Wasser komprimiert, bis ein konstanter Leitungsdruck von 5 bar erreicht wurde.

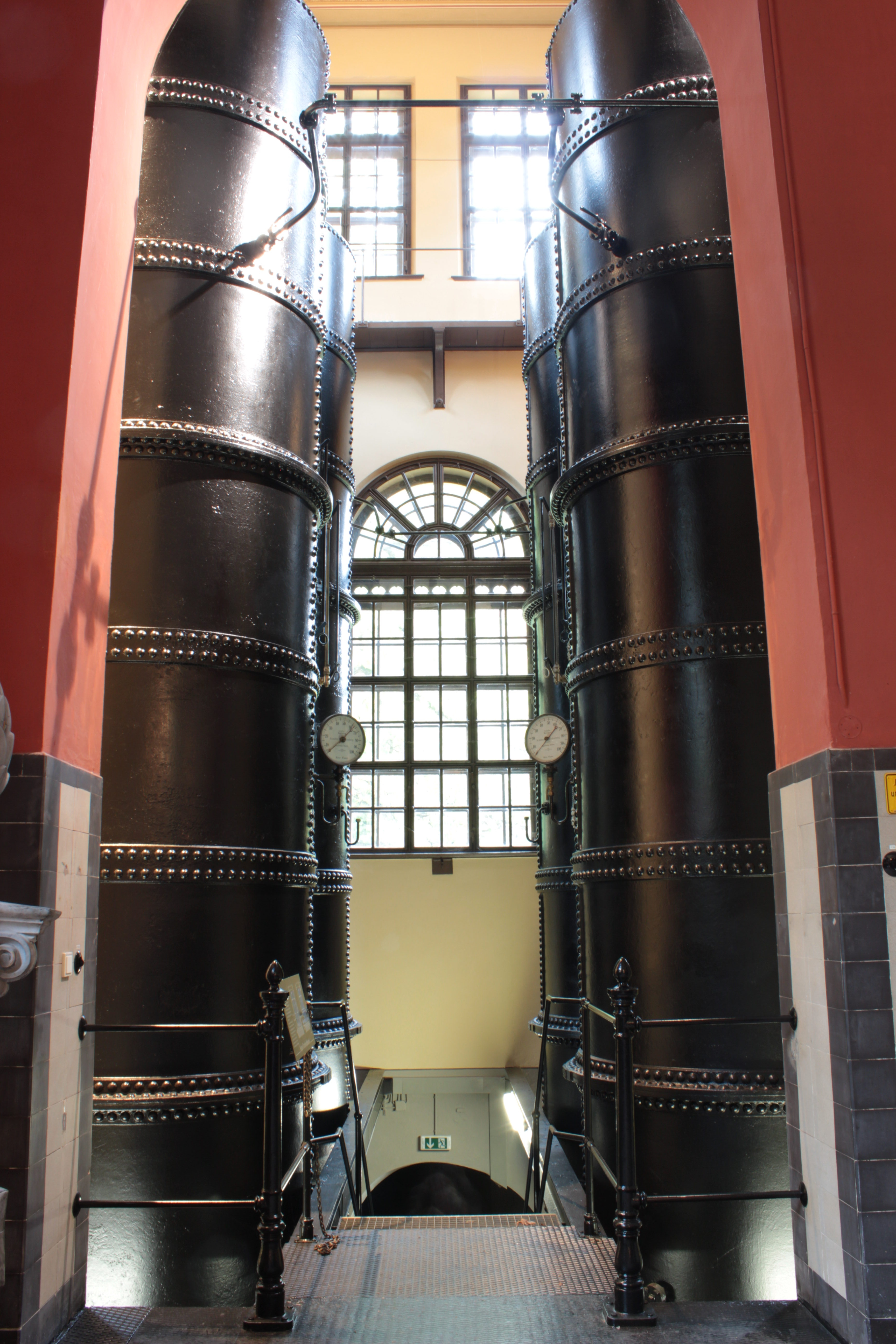
Die vier großen Druckwindkessel im nördlichen Turm
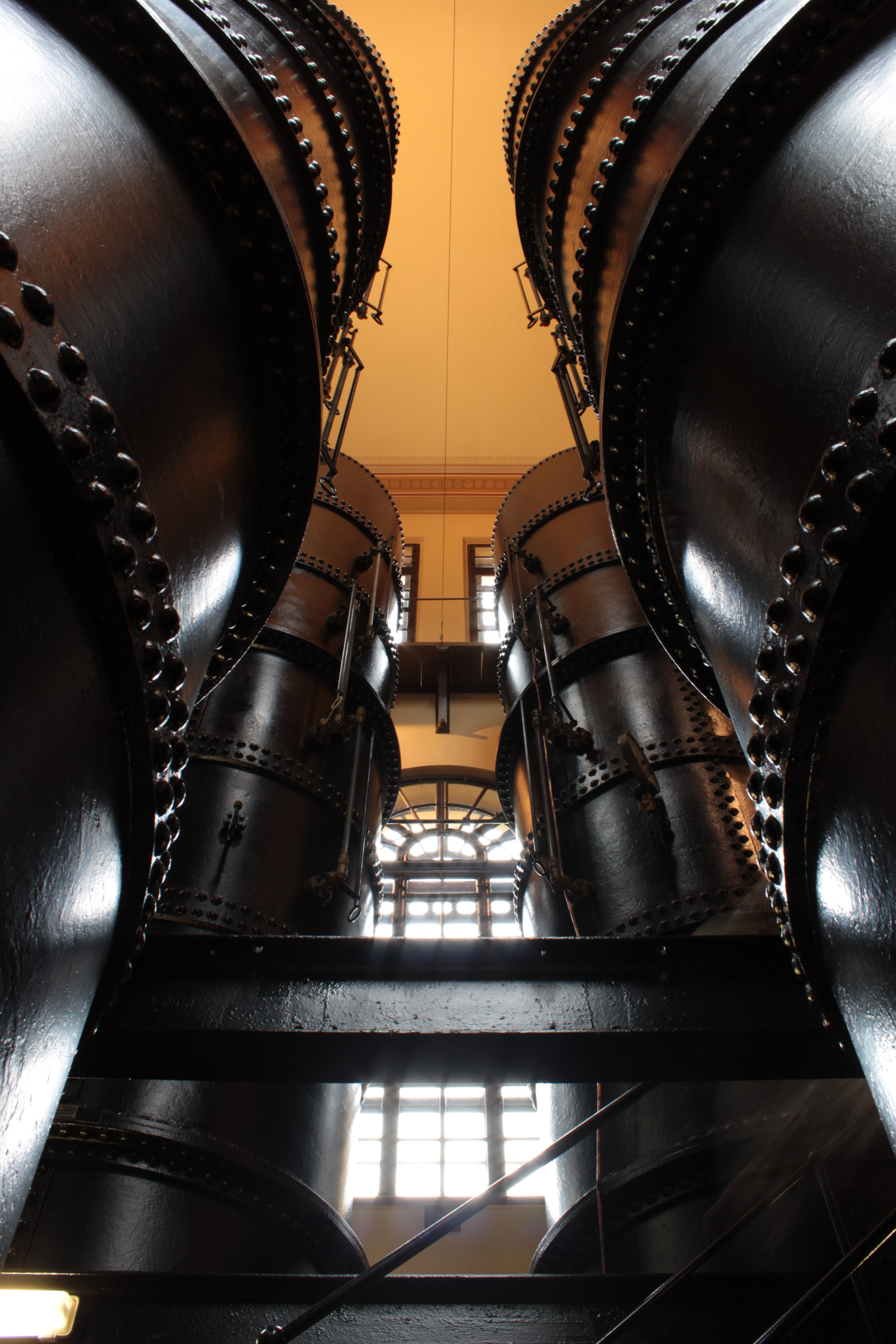
Ansicht von unten

Bald bekam das Wasserwerk wegen seiner Architektur und seiner technischen Leistungsfähigkeit den Beinamen „Tempel der Technik“. Die farbenreichen Wandmalereien und der Terrazzo-Boden im Inneren der Maschinenhalle zeugen noch heute von der lebensnotwendigen Bedeutung des Wassers. 1885, nur wenige Monate nach der Inbetriebnahme, wurde das Wasserwerk um ein Kesselhaus samt Dampfmaschine als Notaggregat erweitert, um auch bei Niedrigwasser mit verbundener abfallender Turbinenleistung die Trinkwasserversorgung aufrechtzuerhalten. Wegen der von der Dampfmaschine ausgehenden Brandgefahr wurde das Kesselhaus nicht an das Pumpenhaus angebaut, sondern in einem Abstand dahinter errichtet. Schon bald bei der Hochwasserkatastrophe im Jahre 1910 musste das Wasserwerk seine technische Leistungsfähigkeit unter Beweis stellen. Eine Flutwelle infolge starker Schneeschmelze, ausgelöst durch starke Regenfälle im Sommer in den Alpen, zerstörte das Hochablasswehr und die benachbarte Gaststätte. Durch die Zerstörungen wurde der Zulauf des Neubachs nahezu trockengelegt, dadurch fielen die Turbinen aus und die Pumpen konnten nicht mehr per Wasserkraft angetrieben werden. Für mehrere Monate übernahm die Dampfmaschine den Antrieb der Pumpen und hielt die städtische Wasserversorgung aufrecht. Nach dem Wiederaufbau der Wehranlagen entschied man sich für einen Austausch der Henschel-Jonval-Turbinen gegen leistungsfähigere Francis-Schacht-Turbinen. Die neue Wehranlage und die wiederaufgebaute Hochablass-Gaststätte brachten auch einige Neuerungen mit sich, wie elektrische Beleuchtung und Schleusensteuerung. Hierfür wurde dann 1911 ein Generator zur Stromerzeugung im Wasserwerk eingebaut und mittels Transmissionen und Lederriemen an die Königswelle angeschlossen.
Ab 1912 bekam das Hochablass-Wasserwerk Zuwachs, es folgt der Bau des Wasserwerks am Lochbach und weitere Anlagen folgten. Die Hochwasserkatastrophe hatte gezeigt, wie verletzlich ein einziges Wasserwerk in direkter Lage zum Fluss sein kann. Man wollte fortan im Ernst- und Krisenfall nicht mehr von einem einzigen Wasserwerk abhängig sein. 1935 wurde das Notaggregat Dampfmaschine durch einen MAN-Dieselmotor ersetzt, der Schornstein abgerissen, die Kessel demontiert und die Baulücke zur Maschinenhalle geschlossen. Der Dieselmotor fand in dem Überbau seinen Platz und wurde dort an die Königswelle angekoppelt. Stetige Rohrnetzerweiterungen und Brunnenerweiterungen brachten höhere Förderleistungen mit sich. Auch der technische Fortschritt machte vor dem Wasserwerk nicht Halt, neue Technik zog ein und eine neue Ära begann. 1942 wurden im Keller unter der Maschinenhalle die ersten beiden elektrischen Kreiselpumpen zur Trinkwasserförderung installiert. Von nun an wurde Wasser elektrisch und mit Wasserkraft gefördert. Um 1948 stoßen die Kolbenpumpen endgültig an ihre Kapazitätsgrenzen. Wegen der Erweiterung der Wasserversorgung in der Meringerau bekommt das Wasserwerk eine zusätzliche Zuleitung in seine Saugbassins. Diese zusätzlichen Kapazitäten verkraften die drei Kolbenpumpen nicht mehr, weitere drei elektrische Kreiselpumpen werden installiert und verrichten ihren Dienst ab 1950. Mit dem Bau eines neuen Wasserwerkes in der Meringerau 1961 ändert sich die Lage. Kapazitäten fielen weg, die leistungsfähigeren Kreiselpumpen übernahmen nun fast ganz allein die Aufgabe der Trinkwasserförderung. Die wasserkraftbetriebenen Kolbenpumpen spielen nun nicht mehr die Hauptrolle.

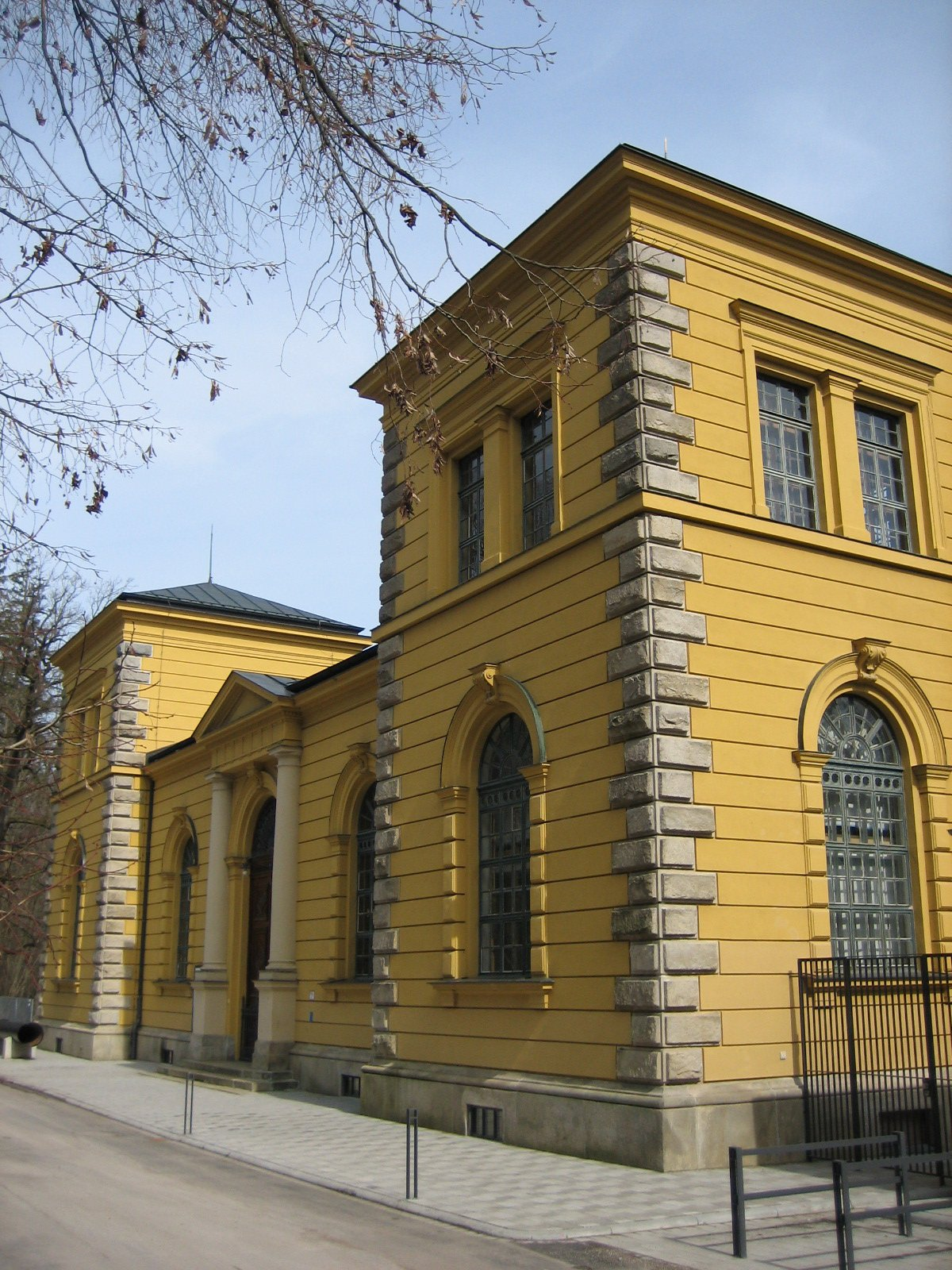
Außenfassade, im vorderen Turm war die ehemalige Leitstelle untergebracht.
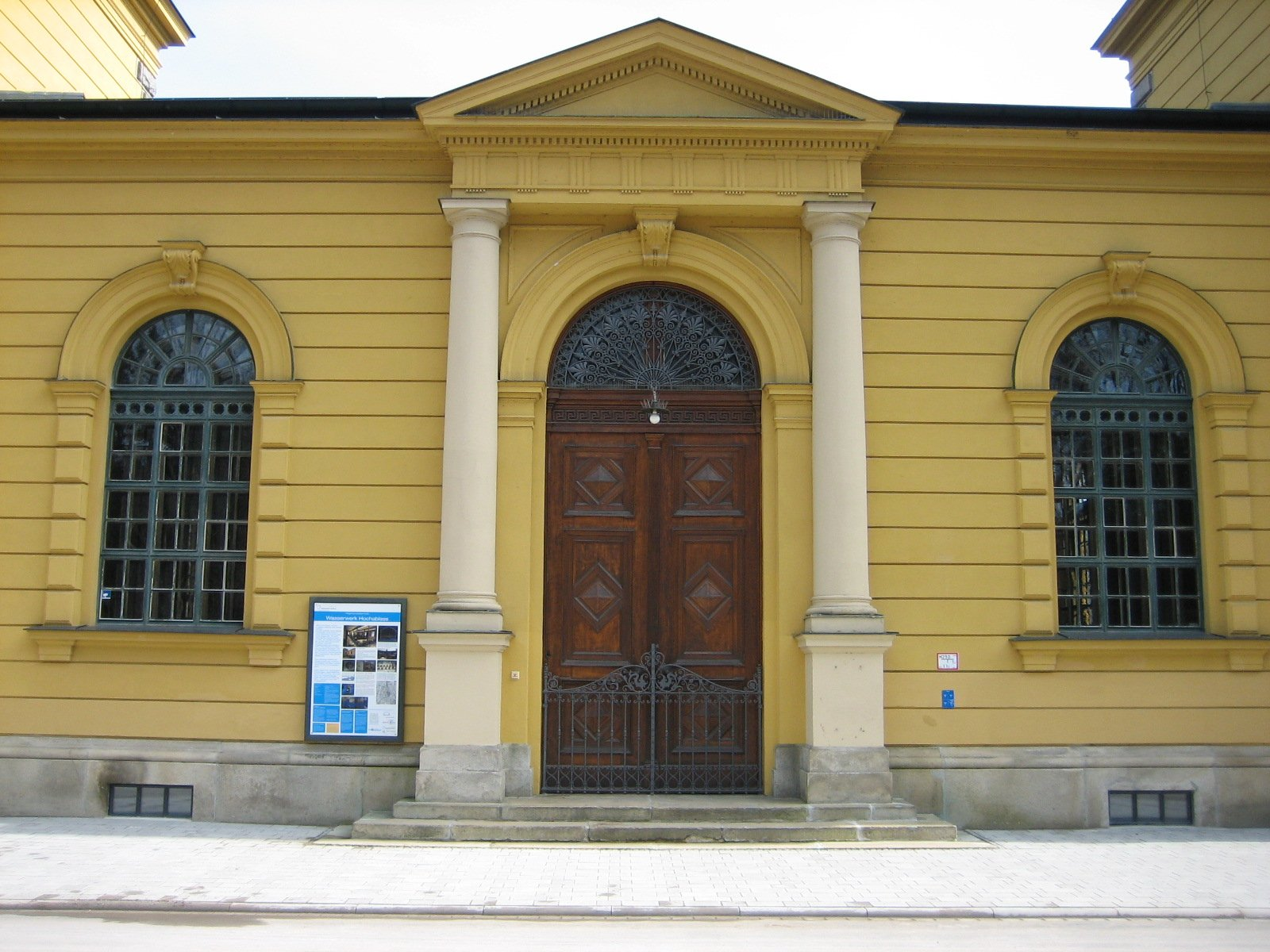
Eingangsportal
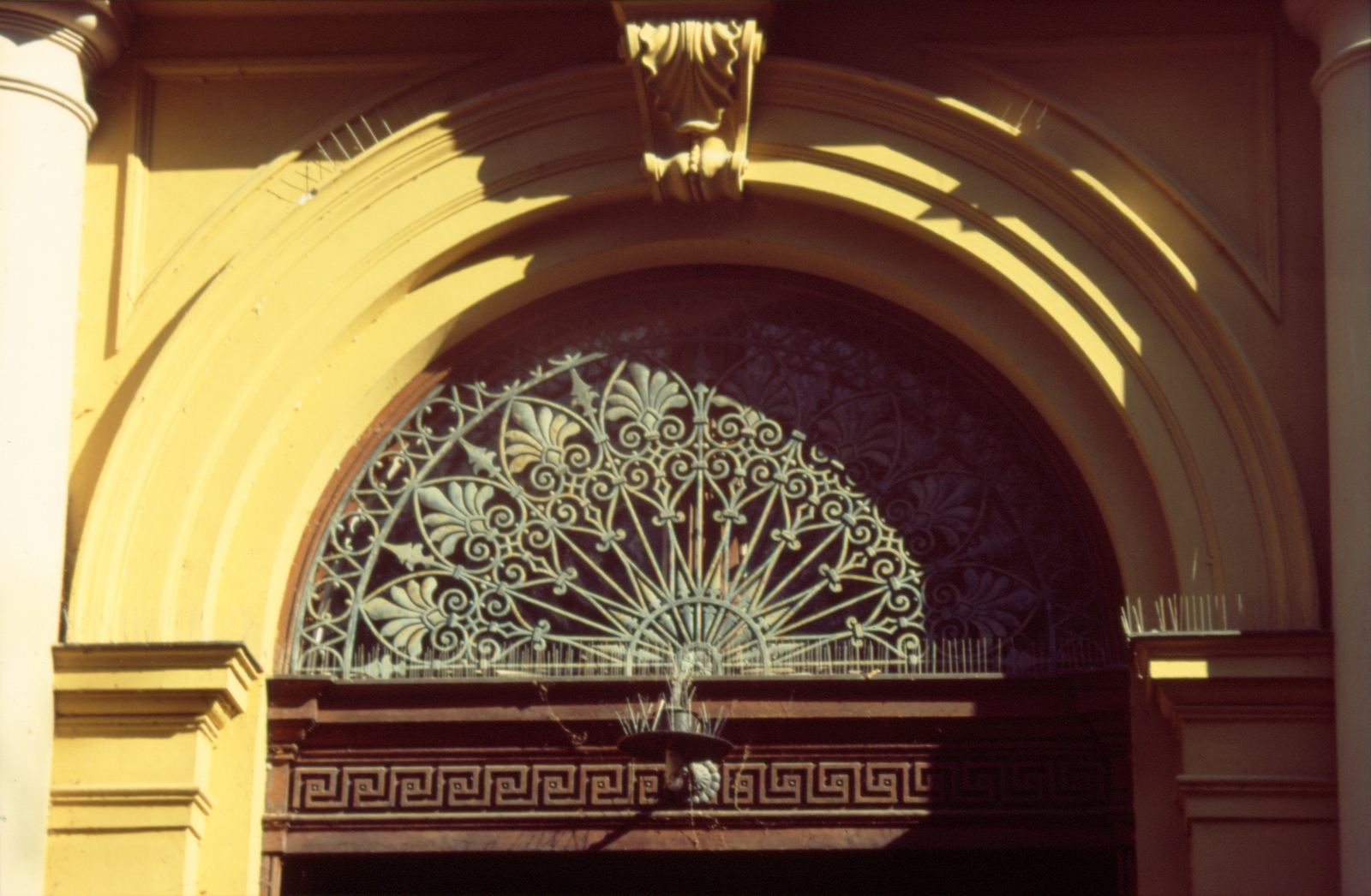
Detail Eingangsportal
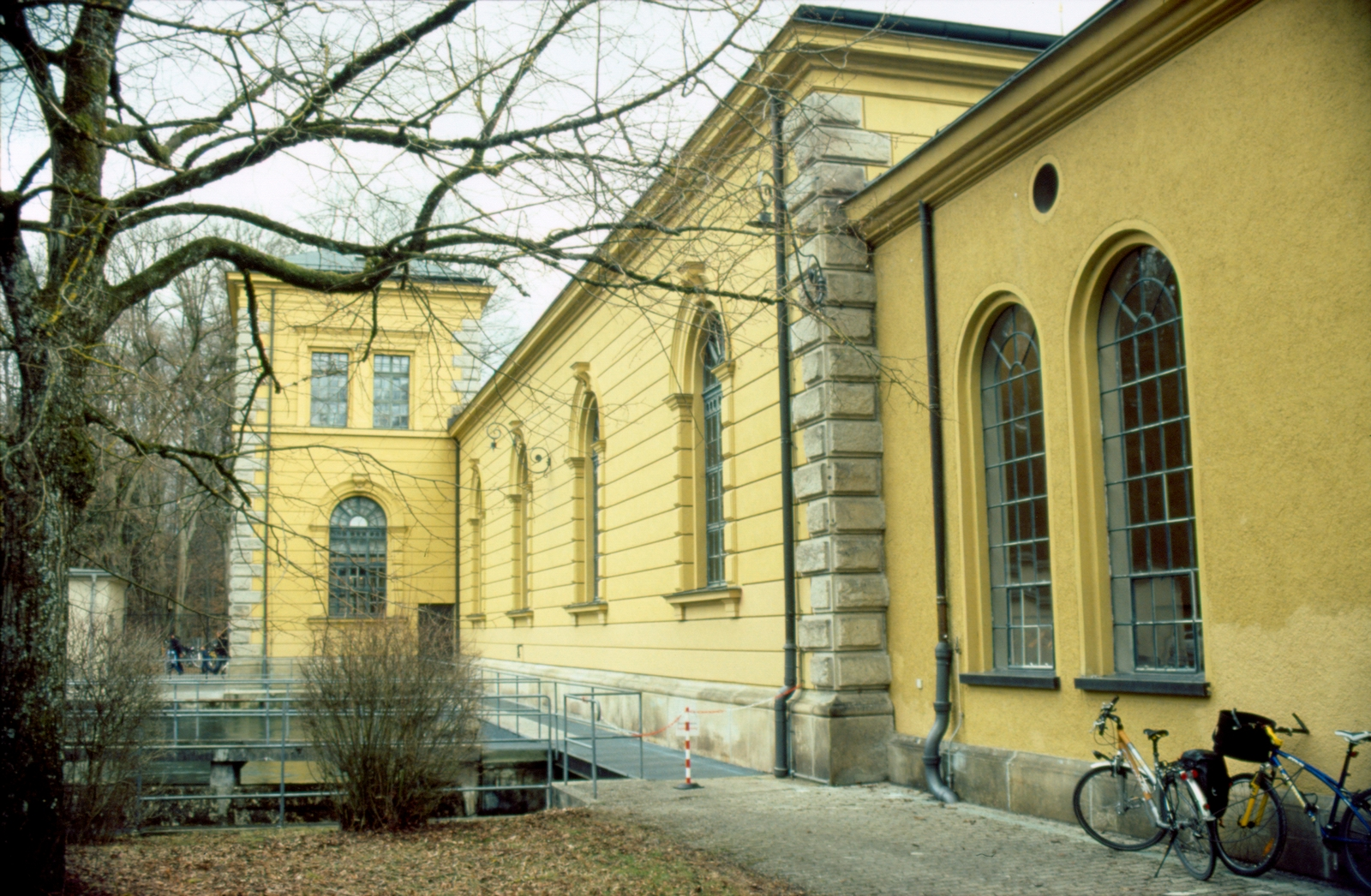
Gebäuderückseite mit Zulauf des Neubachs

## Stilllegung
Nach 94 Jahren Betriebszeit wurden die Turbinen und die Kolbenpumpen am 3. Dezember 1973 stillgelegt, in der Folgezeit der Wasserzulauf des Neubachs zu den Turbinen abgeschottet und zugeschüttet. Seither erfolgt die Wasserversorgung nur noch elektrisch, auch den Leitungsdruck erzeugen die Kreiselpumpen nun direkt. 1975 folgte die Umstellung der Wasserwerküberwachung und -steuerung auf Fernbetrieb, die nun nicht mehr benötigten Dienstwohnungen wurden abgerissen. Bis zur Umstellung auf den Fernbetrieb war im rechten Turm eine Leitstelle untergebracht, dessen Funktion nun die Stadtwerke-Zentrale im Stadtwerkehaus übernommen hat. Von dort werden seitdem auch alle anderen städtischen Wasserwerke überwacht und gesteuert. Die benachbarte Hochablass-Gaststätte wurde 1979 wegen einer befürchteten Trinkwassergefährdung abgerissen. Ihr ehemaliges Dachtürmchen steht heute als Pavillon am Wehrzugang.

## Restaurierung und Technikmuseum

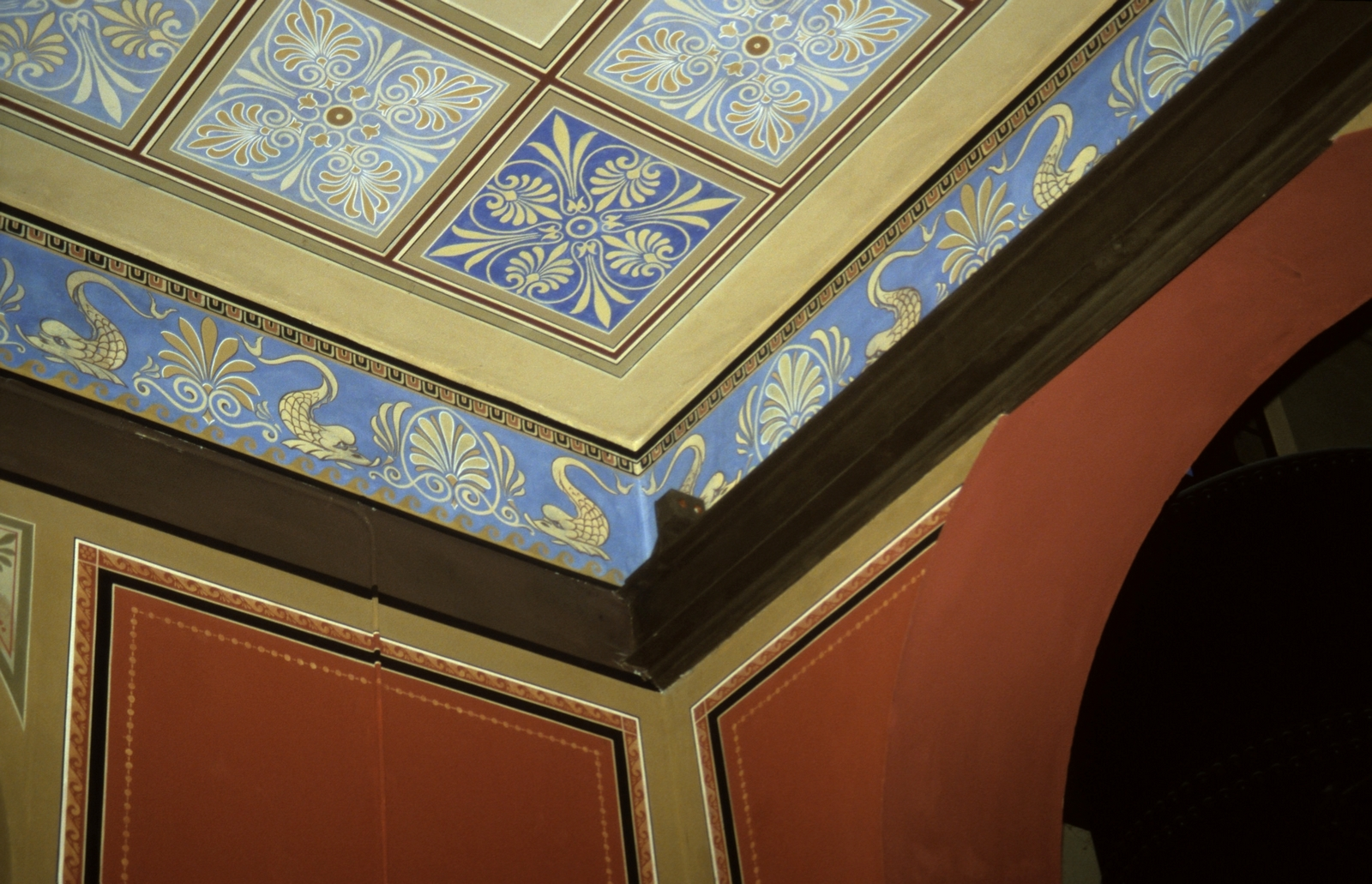
Details der restaurierten Wand- und Deckenmalereien in der Maschinenhalle

Bereits um 1980 zeigte sich das Wasserwerk nicht mehr von seiner besten Seite. Die mehrere Jahrzehnte dauernde Betriebszeit und die Witterungseinflüsse setzten dem Gebäude stark zu. Ab 1986 wurde mit der Restaurierung und der Sanierung begonnen. Erste Schritte waren eine Dacherneuerung und die Renovierung der Außenfassade in der Ur-Farbe von 1879. In den darauffolgenden Jahren wurde eine Informationszentrale zur Trinkwassergewinnung in der ehemaligen Leitstelle eingerichtet und 1989 für Besucher offiziell eröffnet. Der Innenraum der Maschinenhalle befand sich weiterhin in einem desolaten Zustand. Teile des Terrazzo-Fußbodens fehlten, die Wände zeigten sich in einem verblassten graugrünen Anstrich. Restauratoren beschafften 1990 Ersatzmaterial für den Fußboden und begannen mit dessen Restaurierung. Bei den anschließenden Malerarbeiten wurden die alten und einst farbenprächtigen Dekorationsmalereien zufällig unter den späteren getätigten Anstrichen wiederentdeckt. Sie waren offenbar bereits vor ein paar Jahrzehnten in Vergessenheit geraten und achtlos übermalt worden. Von 1991 bis 1993 wurden die Wandmalereien freigelegt, und noch im Sommer 1993 wurde mit ihrer Restaurierung begonnen. Schon kurze Zeit später 1994 konnte das Pumpenhaus wieder im alten Glanz am Tag des offenen Denkmals der Öffentlichkeit präsentiert werden.

## Wiederinbetriebnahme zur Stromerzeugung
Schon 1981 wurde der Vorschlag eingebracht, die alten Turbinen wie einst zur Stromerzeugung zu nutzen. 1991 begannen die Stadtwerke Augsburg im Zuge der Gebäudesanierung mit dem Ausbau und Überholung der Turbinen. Der Wasserzulauf des Neubachs wurde wiederhergestellt und neue automatisch arbeitende Wehranlagen zur Wasserzulaufregulierung eingebaut. 1993 wurden die 1910 erbauten Francis-Schacht-Turbinen wieder in Betrieb genommen. Zur Stromerzeugung wurde ein moderner Drehstromgenerator mit Übersetzungsgetriebe und 250 Kilowatt Leistung an die Königswelle angekoppelt. Das Übersetzungsgetriebe sorgte für die nötige höhere Drehzahl, die der Generator zur Stromerzeugung benötigte. Aufgestellt wurde der Generator zwischen dem Notaggregat Dieselmotor und dem Pumpenhaus. Im Jahre 1999 feierte die Augsburger Wasserversorgung ihr 120-jähriges Jubiläum, die Trinkwasserförderung erfolgte weiterhin elektrisch mit den ab 1942 eingebauten Kreiselpumpen im Kellergeschoss.

## Endgültige Stilllegung und Umwandlung zum Wasserkraftwerk
In den Folgejahren ab 2000 zeigte sich zunehmend, dass die drei Francis-Turbinen bald ihre Betriebszeit absolviert hatten. Der Zahn der Zeit hatte ihnen zugesetzt, was eine Verkürzung der Wartungsintervalle zur Folge hatte und damit die Anzahl der nötigen Wartungen ansteigen ließ. Deshalb entschloss man sich im Winter 2005, die Francis-Schacht-Turbinen durch modernere und leistungsfähigere Kaplan-S-Turbinen mit jeweils einem angeschlossenen Generator zu ersetzen. Sie liefern insgesamt ein fünftel mehr Leistung als die alten Turbinen und dadurch konnte sogar der Eigenbedarf an elektrischer Energie des Wasserwerks zur Trinkwassergewinnung gedeckt werden. Die überschüssig erzeugte Elektrizität wurde von da an ins öffentliche Stromnetz eingespeist. Seine Standfestigkeit musste das Hochablasswehr beim Hochwasser im Sommer 2005 erneut unter Beweis stellen. Zerstörungen wie im Jahre 1910 blieben zum Glück aus.
Neue Brunnentechnologie läutete bald das Ende der Trinkwasserförderung im Anno 1878 erbauten Wasserwerk ein. Moderne Tauchpumpen in den Filterbrunnen sorgen bereits für den notwendigen Leitungsdruck, wodurch auf ein Pumpwerk verzichtet werden kann. Deshalb wurde ab 2006 ein neues Wasserwerk (eine sogenannte Wasserübergabestelle) mit Filteranlagen, einer Not-UV-Entkeimungsanlage und eine Messstelle zur Trinkwasserqualitätskontrolle gegenüber dem alten Wasserwerk gebaut und 2007 in Betrieb genommen. Es löste von nun an das alte Wasserwerk ab, die Trinkwasserförderung wurde eingestellt und die elektrischen Kreiselpumpen endgültig stillgelegt. Hingegen blieben die vor zwei Jahren eingebauten Kaplan-S-Turbinen weiter in Betrieb und erzeugen seither Strom für 2300 Privatpersonen. Damit war der Übergang vom Wasserwerk zum Wasserkraftwerk vollzogen.

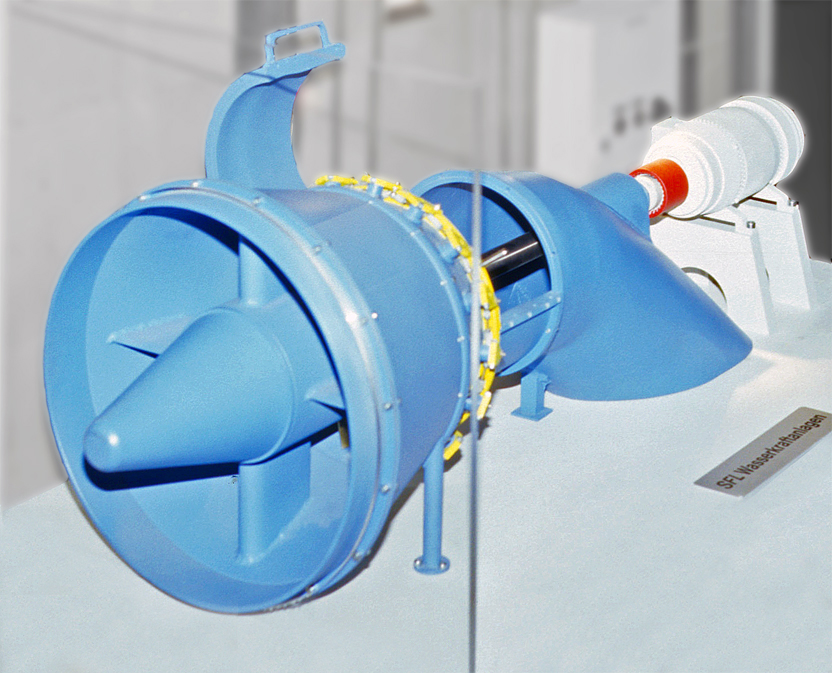
Eine der 2005 installierten Kaplan-S-Turbinen im Modell, Ansicht von vorne
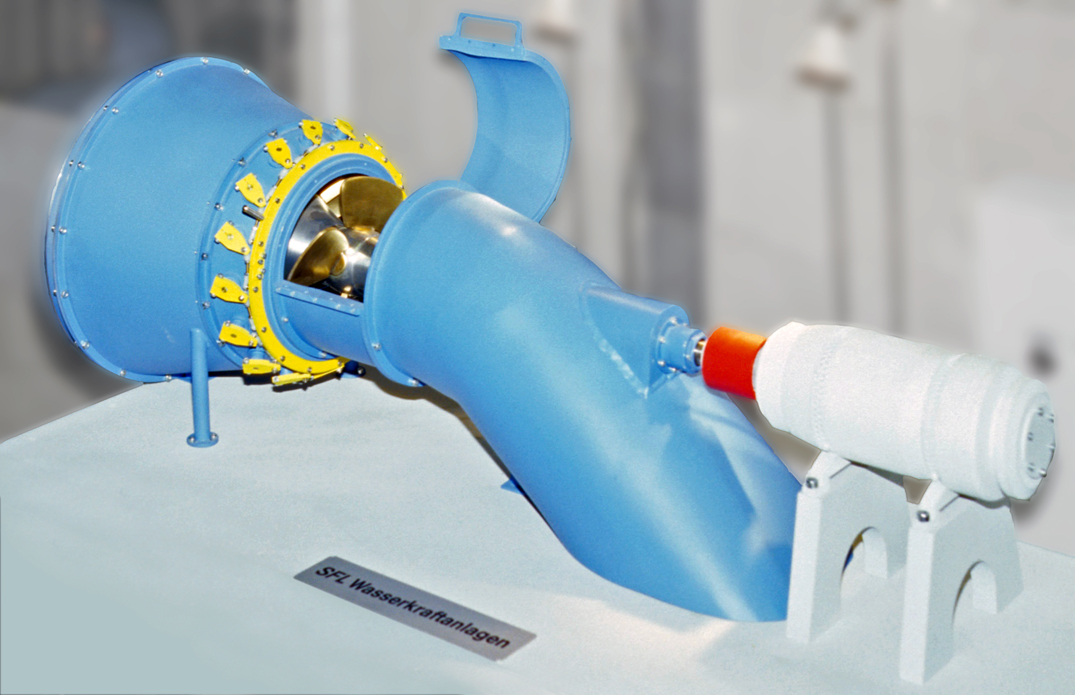
Ansicht von hinten, Blick auf das Laufrad und dem Mechanismus zur Einstellung der Leitschaufeln

## Technikmuseum und Trinkwasserinformationszentrale
Zur Besichtigung werden regelmäßige Führungen von den Augsburger Stadtwerken angeboten. Interessenten können sich auf der Internetseite der Stadtwerke Augsburg einen gegebenen Termin aussuchen und anmelden. Außerdem ist das Wasserwerk an bestimmten Veranstaltungen, wie dem Tag der offenen Tür oder am Tag des Wassers usw. der Öffentlichkeit zugänglich und kann ohne Anmeldung besichtigt werden. Um einen Eindruck der Trinkwasserförderung mit den alten Doppel-Kolbenpumpen zu vermitteln, wird eine Pumpe zusammen mit dem Not-Dieselmotor und der Königswelle von einem Elektromotor in Bewegung versetzt. Schautafeln erläutern die Gesamtfunktion des alten Wasserwerks, die im Kellergeschoss aufgestellten Kreiselpumpen können zusammen mit anderen Utensilien zur Trinkwasserförderung ebenfalls besichtigt werden. Im ehemaligen Kesselhaus befindet sich eine dauerhafte Fotoausstellung mit historischen Fotos rund um das Wasserwerk und dem Hochablasswehr. Eine museal erhaltene Francis-Schacht-Turbine ist auf dem Freigelände ausgestellt.